# Neastacilla algensis
Neastacilla algensis là một loài chân đều trong họ Arcturidae. Loài này được Hale miêu tả khoa học năm 1924.